# Teknisk dykning
Teknisk dykning innebär att man dyker med "tak över huvudet" vilket gör att man inte längre kan gå direkt till ytan som vid vanlig sportdykning. "Taket" kan vara för mycket löst gas i kroppens vävnader på grund av långa, djupa dyk eller rent fysiskt i form av till exempel en grotta eller ett vrak. Ofta genomförs teknisk dykning med hjälp av både extrautrustning och andra andningsgaser än vanlig luft. Utrustningen är utformad så att det finns reserver av alla delar, dubbla flaskor, regulatorer, avvägningssystem och så vidare. Man använder sig också av olika gaser beroende på vilket djup man befinner sig på. Teknisk dykning ställer höga krav på utövaren då misstag kan bli ödesdigra.
Gaser som används är Heliox (syre, helium), trimix (syre, kväve, helium), nitrox (syre, kväve), syrgas och i torrdräkten argon för dess värmeförmåga.

## Teknisk Dykning i Sverige
Dykarklubben vid KTH, KTHDK , har verkat för förståelse och utveckling av teknisk dykning under en längre tid, bland annat genom arrangerandet av internationella seminarier "Tech-Diving -94" samt år 2000, 2006 och 2012.
Swedtech Diving är en svensk teknisk dykorganisation som utfärdar certifikat för teknisk dykning. 
Grundare av organisationen är Michael Bergström. Certifikat som utfärdas är bland annat  "Technical Diving Basic skills", Tech 1 och 2 samt Wreck 1 och 2.